# Newman (Califòrnia)
Newman és una població dels Estats Units a l'estat de Califòrnia. Segons el cens del 2007 tenia 9.951 habitants.

## Demografia
Segons el cens del 2000, Newman tenia 7.093 habitants, 2.079 habitatges, i 1.700 famílies. La densitat de població era de 1.999 habitants/km².
Dels 2.079 habitatges en un 50,4% hi vivien nens de menys de 18 anys, en un 63,7% hi vivien parelles casades, en un 12,1% dones solteres, i en un 18,2% no eren unitats familiars. En el 14,6% dels habitatges hi vivien persones soles el 7,3% de les quals corresponia a persones de 65 anys o més que vivien soles. El nombre mitjà de persones vivint en cada habitatge era de 3,38 i el nombre mitjà de persones que vivien en cada família era de 3,74.
Per edats la població es repartia de la següent manera: un 35,3% tenia menys de 18 anys, un 9,5% entre 18 i 24, un 29,7% entre 25 i 44, un 16,7% de 45 a 60 i un 8,8% 65 anys o més.
L'edat mediana era de 29 anys. Per cada 100 dones de 18 o més anys hi havia 98,5 homes.
La renda mediana per habitatge era de 39.460 $ i la renda mediana per família de 42.523 $. Els homes tenien una renda mediana de 36.352 $ mentre que les dones 25.230 $. La renda per capita de la població era de 14.781 $. Entorn del 10% de les famílies i el 13,1% de la població estaven per davall del llindar de pobresa.

## Poblacions més properes
El següent diagrama mostra les poblacions més properes.